# Avro 619
Die Avro 619 Five war ein dreimotoriges Passagierflugzeug des britischen Herstellers Avro.

## Geschichte
Bei der „Olympia Aero Show“ in London im Juli 1929 stellte Avro parallel zur 618 Ten mit der Avro 619 eine kleinere Variante vor, die von Avro-Chefkonstrukteur Roy Chadwick und dessen Team entwickelt worden war. Da dieses Flugzeug eine Kapazität von vier Passagieren hatte, also zusammen mit dem Piloten insgesamt fünf Personen transportieren konnte, erhielt sie den Namen 619 Five.
Auf der Ausstellung in London fand sich ein Käufer für die mit drei Armstrong-Siddeley-Genet-Major-Motoren bestückte Maschine – die Wilson Airways Ltd. in Nairobi. Nach einer leichten Modifikation gemäß den Wünschen des Käufers wurde das Flugzeug im Oktober 1929 nach Kenia überführt und flog dort unter dem Namen „King of the Grail“. Eine weitere 619 Five mit dem Namen „Knight Errant“ erwarb der gleiche Kunde im Februar 1930.
Die dritte Five wurde nach Australien an die Queensland Air Navigation Co. Ltd. geliefert, die bereits Avro 618 Tens in Betrieb genommen hatte.
Das vierte und letztgebaute Exemplar verblieb bei Avro als Vorführmaschine und wurde beim King’s Cup Race 1930 eingesetzt. Als sich jedoch bereits kurz nach dem Start zeigte, dass die 619 nicht geeignet für solche Einsätze war, nahm man die Maschine aus dem Rennen.
Da die Wilson Airways die „King of the Grail“ ersetzen wollte, erhielt sie das ehemalige Vorführmodell. Diese Maschine wurde bei einer Bruchlandung am 18. Januar 1932 zerstört.

## Aufbau
Bei der Avro 619 Five handelte es sich um einen Hochdecker mit sperrholzbeplankten Tragflächen. Der Rumpf bestand aus einer stoffbespannten Stahlrohrkonstruktion. Einer der drei Motoren war in der Rumpfnase eingebaut, die beiden Außentriebwerke waren an Aufhängungen unter den Tragflächen angebracht. Das nicht einziehbare Fahrwerk bestand aus einem gefederten zweirädrigen Hauptfahrwerk und einem starren Hecksporn.

## Projekt Avro 628
Ein auf dem Tragwerk der Avro 619 aufbauendes Projekt mit der Bezeichnung Avro 628 zur Verwendung als Postflugzeug, ausgestattet mit einem einzelnen Armstrong-Siddeley-Panther-Triebwerk in der Rumpfnase, wurde wahrscheinlich bereits im Entwurfsstadium eingestellt.

## Technische Daten
| Avro 619 Five                |                                                                                   |
| Kenngröße                    | Daten                                                                             |
| Länge                        | 10,90 m                                                                           |
| Höhe                         | 2,90 m                                                                            |
| Flügelspannweite             | 14,33 m                                                                           |
| Flügelfläche                 | 30,95 m²                                                                          |
| Leergewicht                  | 1.389 kg                                                                          |
| Max. Fluggewicht vollgetankt | 2.096 kg                                                                          |
| Antrieb                      | drei 5-Zylinder-Sternmotoren Armstrong Siddeley Genet Major mit je 78 kW (106 PS) |
| Höchstgeschwindigkeit        | 190 km/h                                                                          |
| Reisegeschwindigkeit         | 158 km/h                                                                          |
| Steigleistung                | 198 m/min                                                                         |
| Dienstgipfelhöhe             | 4.570 m                                                                           |
| Reichweite                   | 645 km                                                                            |
| Besatzung                    | 1                                                                                 |
| Passagiere                   | 4                                                                                 |